# Olympische Winterspiele 1960/Teilnehmer (Schweiz)
| Gelbes Symbol für Goldmedaillen mit stilisierten Olympischen Ringen | Graues Symbol für Silbermedaillen mit stilisierten Olympischen Ringen | Braundes Symbol für Bronzemedaillen mit stilisierten Olympischen Ringen |
| ------------------------------------------------------------------- | --------------------------------------------------------------------- | ----------------------------------------------------------------------- |
| 2                                                                   | —                                                                     | —                                                                       |

Die Schweiz nahm an den Olympischen Winterspielen 1960 im US-amerikanischen Squaw Valley mit einer Delegation von 21 Athleten, 14 Männer und sieben Frauen, teil.
Seit 1924 war es die achte Teilnahme der Schweiz an Olympischen Winterspielen.

## Fahnenträger
Der Skispringer Andreas Däscher trug die Fahne der Schweiz während der Eröffnungsfeier in der Blyth Arena.

## Medaillen
Mit zwei gewonnenen Goldmedaillen belegte die Schweiz Platz 8 im Medaillenspiegel.

### Gold
- Roger Staub: Ski Alpin, Herren-Riesenslalom
- Yvonne Rüegg: Ski Alpin, Damen-Riesenslalom

## Teilnehmer nach Sportarten

### Ski Alpin
Damen
- Madeleine Chamot-Berthod
Riesenslalom: 9. Platz – 1:41,9 min
Slalom: 28. Platz – 2:15,4 min
- Margrit Gertsch
Abfahrt: 26. Platz – 1:50,4 min
- Liselotte Michel
Abfahrt: 35. Platz – 2:01,0 min
Riesenslalom: 14. Platz – 1:42,5 min
Slalom: 5. Platz – 1:58,0 min
- Yvonne Rüegg
Abfahrt: 9. Platz – 1:41,6 min
Riesenslalom: Gold  – 1:39,9 min
Slalom: disqualifiziert im 1. Lauf
- Annemarie Waser
Abfahrt: disqualifiziert
Riesenslalom: 23. Platz – 1:46,0 min
Slalom: disqualifiziert im 2. Lauf

Herren
- Jakob Arduser
Abfahrt: 13. Platz – 2:10,9 min
- Fredy Brupbacher
Riesenslalom: 22. Platz – 1:55,0 min
- Willi Forrer
Abfahrt: 4. Platz – 2:07,8 min
Riesenslalom: 20. Platz – 1:53,9 min
Slalom: disqualifiziert im 2. Lauf
- Adolf Mathis
Slalom: 15. Platz – 2:23,5 min
- Nando Pajarola
Abfahrt: 20. Platz – 2:15,4 min
Riesenslalom: 25. Platz – 1:56,2 min
- Georges Schneider
Slalom: 31. Platz – 2:52,7 min
- Roger Staub
Abfahrt: 5. Platz – 2:08,9 min
Riesenslalom: Gold  – 1:48,3 min
Slalom: disqualifiziert im 1. Lauf

### Eiskunstlauf
Damen
- Liliane Crosa
20. Platz
- Franziska Schmidt
22. Platz

Herren
- Hubert Köpfler
11. Platz

### Ski Nordisch

#### Langlauf
Herren
- Alphonse Baume
15 km: 27. Platz – 55:58,9 min
30 km: 24. Platz – 2:02:04,2 h
4 × 10 km Staffel: 8. Platz – 2:29:36,8 h
- Konrad Hischier
15 km: 39. Platz – 57:43,9 min
- Marcel Huguenin
15 km: 37. Platz – 57:36,7 min
30 km: 28. Platz – 2:03:25,6 h
4 × 10 km Staffel: 8. Platz – 2:29:36,8 h
- Fritz Kocher
30 km: DNF
4 × 10 km Staffel: 8. Platz – 2:29:36,8 h
- Lorenz Possa
15 km: 31. Platz – 56:30,1 min
30 km: 32. Platz – 2:05:41,2 h
4 × 10 km Staffel: 8. Platz – 2:29:36,8 h

#### Skispringen
- Andreas Däscher
Normalschanze: 20. Platz – 201,2 Punkte